# 6598 Modugno
6598 Modugno este un asteroid din centura principală de asteroizi.

## Descriere
6598 Modugno este un asteroid din centura principală de asteroizi. A fost descoperit pe 13 februarie 1988 la Observatorul San Vittore din Bologna. El prezintă o orbită caracterizată de o semiaxă mare de 2,70 ua, o excentricitate de 0,24 și o înclinație de 10,2° în raport cu ecliptica.